# Proeme seabrai
Proeme seabrai är en skalbaggsart som beskrevs av Martins 1978. Proeme seabrai ingår i släktet Proeme och familjen långhorningar. Inga underarter finns listade i Catalogue of Life.